# Hertigdömet Kurland
Hertigdömet Kurland (latin: Ducatus Curlandiæ et Semigalliæ; tyska: Herzogtum Kurland und Semgallen; lettiska: Kurzemes un Zemgales hercogiste; litauiska: Kuršo ir Žiemgalos kunigaikštystė; polska: Księstwo Kurlandii i Semigalii) var ett hertigdöme i Baltikum åren 1561–1795, i dåvarande Livland. Hertigdömet inkorporerades med det polsk-litauiska samväldet 1726.

## Historia
Kurland var sedan 1245
förenat med den livländska ordensstaten till dess upplösning 1561. Då erhöll härmästaren Gotthard Kettler Kurland jämte Semgallen som län av Polen. Läget mellan de bägge kämpande makterna Sverige och Polen beredde Kurland många olägenheter. Hertig Jakob lyckades utverka, att Sverige 4 juni 1647 erkände Kurlands perpetuella neutralitet, men 1658 ockuperade svenskarna landet, som först genom Olivafreden (1660) återfick sitt oberoende. Jakobs son och efterträdare Fredrik Kasimir (1682–98) efterlämnade en sexårig son, Fredrik Vilhelm (1698–1711), till vars förmyndare kung August av Polen utnämnde hertigens farbroder Ferdinand.
Efter övergången över Düna (1701) förjagade Karl XII den hertigliga familjen och besatte hela Kurland, över vilket Carl Magnus Stuart 1702 förordnades till guvernör med särskilt uppdrag att förbättra landets fasta försvar. Redan i augusti 1701
hade en fortifikationsstat för Kurland tillsatts, och Bauska slott (Bauskenborg), Libau, Mitau och Selburg
befästes, varjämte hela Kurland kartlades. Stuart och efter honom Adam Ludwig Lewenhaupt stannade i Kurland till
1705. Den senare besegrade då visserligen ryssarna vid Gemauerthof, men måste dra sig undan till Riga,
varvid besättningar kvarlämnades i Mitau och Bauska,
vilka dock föll redan i september samma år. 1706 utrymde ryssarna Kurland,
som åter besattes av Lewenhaupt, men sedan denne
1708 avtågat för att förena sig med kungen,
fann sig Nils Stromberg i slutet av 1709 nödsakad att låta utrymma Kurland.
Fredrik Vilhelm återvände 1710 och förmäldes samma år med tsar Peters brorsdotter Anna Ivanovna. Efter hans död (1711) var den ovannämnda
Ferdinand närmast att tillträda regeringen, men erkändes först 1731 formligen av sin länsherre och stannade i utlandet.
Sedan Ferdinand, den siste hertigen av Kettlers ätt, dött (4 maj 1737), genomdrev änkehertiginnan Anna, som 1730 blivit Rysslands kejsarinna, att hennes gunstling Ernst Johann von Biron av Kurlands ständer 1737 valdes till hertig. 1769
överlämnade han styrelsen åt sin äldste son, Peter von Biron, vars regering oroades av oupphörliga tvister med ständerna.
Den kurländska lantdagen, som författningsenligt utgjordes endast av adeln, beslöt att lägga Kurland under Rysslands spira och förmådde 28 mars 1795 de forna hertigen att mot en pension för sig och sina döttrar avsäga sig regeringen. Kurland blev sålunda en rysk provins, guvernementet Kurland. Kejsarinnan Katarina II
lovade, att ständerna skulle få behålla tyska språket och sin gamla författning.

## Hertigar av Kurland
- Gotthard Kettler (1561–87);
- Fredrik Kettler (1587–1642) och Wilhelm Kettler (1587–1616);
- Jakob av Kurland (1642–1682);
- Fredrik Kasimir Kettler (1682–1698);
- Fredrik Wilhelm Kettler (1698–1711);
- Ferdinand Kettler (1711–37);
- Ernst Johann von Biron (1737–40);
- Ludvig Ernst av Braunschweig-Lüneburg (1741);
- Karl Kristian Josef av Sachsen (1758-1763);
- Ernst Johann von Biron (1763–1769);
- Peter von Biron (1769–1795).

## Källa
Den här artikeln är helt eller delvis baserad på material från Nordisk familjebok, Kurland, 1904–1926.